# 維利維尤 (甘露市)
維利維尤（英文：Valleyview），或意譯為谷景，是一個位於加拿大英屬哥倫比亞省湯普森-尼古拉地區甘露市東側的一個鄰里社區，因位處南湯普森河河谷地帶而得名。維利維尤以1號、5號、97號公路共線區段鄰部分甘露市中心東端（East End）地區和塞吉布拉許；以南主要為杜松嶺，西南方部分接至薔薇丘，且有小部分於東南側接至巴恩哈特維爾；北則以南湯普森河中線為市界，與塔勘露普斯蘇韋華米克（甘露1號原住民保留地）相鄰。

## 境內設施
- 維利維尤中學
- 維利維尤千禧公園
- 維利維尤自然公園
- 甘露市立越野腳踏車公園
- 甘露市第三消防局
- 維利維尤廣場[2]

## 交通
維利維尤位於河谷，作為甘露市對其東側城市聯絡的必經鄰里，境內有1號和97號公路共線區段經過，同時一旁亦有加拿大太平洋鐵路路線經過。同時也因此社區為通往甘露市內東側其他社區必經之地，故有著市區主要幹道和次要幹道存在。社區內主要幹道除了外圍公路以外，就為連貫整個社區和達拉斯的維利維尤道(Valleyview Dr.)和通往杜松嶺之唯一道路高地路(Highland Rd.)。因維利維尤整體道路走向為以維利維尤道和公路貫穿，其中也有多個聯絡兩幹道之次要市區幹道，由西至東分別為：科馬澤托道(Comazzetto Dr.)、維斯卡爾斯路(Viscars Rd.)、奧里奧爾路(Oriole Rd.)、河路(River Rd.)、唐納格道(Tanager Dr.)和格蘭德大道(Grand Blvd.)。社區內亦有市區公車路線經過和市區主要幹道聯絡此地，甘露交通系統16和17號駛經此社區。
| 路線編號/名稱                        | 境內共經站點 | 後續駛經社區                 |
| ------------------------------------ | ------------ | ---------------------------- |
| 16 杜松嶺                            | 22站         | 杜松嶺                       |
| 17 達拉斯/英屬哥倫比亞省野生動物公園 | 36站         | 達拉斯/巴恩哈特維爾/坎貝爾溪 |

## 資料來源
1. ↑  . City of Kamloops.   [2022-08-15]. Neighborhoods
2. ↑  .   [2022-07-26]. （原始内容存档于2022-07-26）.
3. ↑  .   [2022-07-26]. （原始内容存档于2022-02-18）.
4. ↑  .   [2022-07-26]. （原始内容存档于2022-03-18）.